# 1849 au Canada
Pour un article plus général, voir Chronologie du Canada.
Cet article traite des événements qui se sont produits durant l'année 1849 au Canada.

## Événements

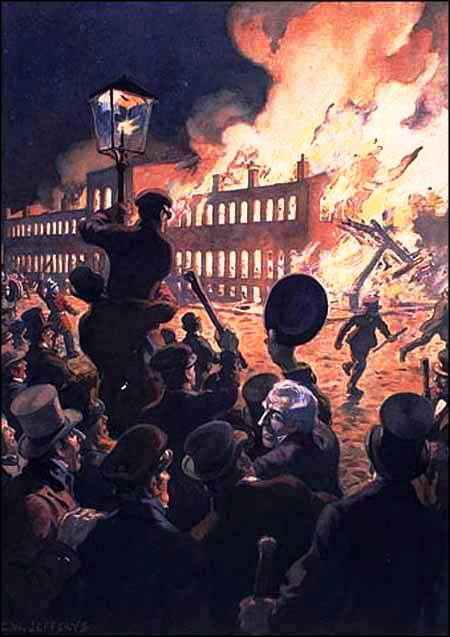
Incendie du Parlement à Montréal

- Février : mise en place du Pony express de Nouvelle-Écosse devant apporter les nouvelles européennes plus rapidement entre Halifax et les villes américaines. Le service prit fin en novembre avec l'installation du télégraphe.
- 25 avril : incendie du Parlement du Canada à Montréal, situé alors dans les anciens bâtiments du Marché Sainte-Anne (début de la période de « gouvernement ambulant »). Le gouvernement déménage à Toronto. On retire le droit de vote aux femmes.
- 17 mai : Procès de Guillaume Sayer à Fort Garry intenté par la Compagnie de la Baie d'Hudson pour commerce illégal de fourrure. Bien que reconnu coupable, aucune sentence ne fut portée à cause de la menace des métis.
- La politique libre-échangiste de Robert Peel provoque au Canada un mouvement annexionniste en faveur des États-Unis. Lord Elgin, appuyé par Robert Baldwin, enraye le mouvement en engageant avec Washington les premières négociations relatives à la conclusion d’un traité de réciprocité commerciale entre les deux pays.

### Exploration de l'Arctique
- James Clark Ross et Francis Leopold McClintock tente d'explorer le Détroit de Peel mais ils en sont empêchés par la glace. Cela les empêcha de s'approcher des restes de l'expédition Franklin. Ils sont contraints de retourner en Angleterre.
- Dans le but de retrouver l'Expédition Franklin, William Pullen (en) franchit le Détroit de Béring et rejoint le Fleuve Mackenzie. Il va rejoindre Fort Simpson où il va rencontrer John Rae. Ils vont hiverner à cet endroit.

## Naissances
- 11 juin - Joseph Vézina (musicien et compositeur) († 5 octobre 1924)

## Décès
- 6 octobre : Marie-Rose Durocher, sœur religieuse.